# Чжа Цюаньсин
Чжа Цюаньси́н (кит. 査全性, пиньинь Zhā Quánxìng) — китайский электрохимик, член Китайской академии наук с 1980 года. Стал инициатором возвращения в 1977 году после 10 летнего перерыва национального вступительного экзамена, поддержанного Дэн Сяопином, Гаокао. В 2017 году за большие заслуги перед отечеством, в области электрохимии, а также создании учебной программы в это же сфере позволившей обучить тысячи студентов, уханьским университетом была учреждена «Премия Чжа Цюаньсина 1977».